# Kabaret Artura I
Kabaret Artura I powstał na początku lat 90. z inicjatywy Artura Ilgnera.
Laureat nagród PaKI, w skład jego wchodzili m.in. Maciej Stuhr i Jan Wieczorkowski oraz Bogusław Kaczmarczyk.